# Hiltrud Döhmen
Hiltrud Döhmen, geborene Gürtler (* 12. Februar 1957 in Neuss) ist eine ehemalige deutsche Ruderin.

## Biografie
Hiltrud Döhmen nahm unter ihrem Mädchennamen Gürtler an den Olympischen Sommerspielen 1976 in Montreal teil. Sie war Teil der deutschen Crew, die in der Regatta mit dem Achter den fünften Platz belegte. Im gleichen Jahr gewann sie zudem mit Eva Dick Silber im Zweier ohne Steuerfrau beim Deutschen Meisterschaftsrudern.
Nach ihrer Karriere wurde sie Vizepräsidentin des Neusser RV. Von Beruf war Döhmen promovierte Ärztin und wurde Leiterin des Kinderwunschzentrums Niederrhein in Mönchengladbach.